# Sundown Slim
Sundown Slim é um filme mudo dos Estados Unidos de 1920, do gênero faroeste, dirigido por Val Paul e estrelado por Harry Carey.

## Elenco
- Harry Carey .. Sundown Slim
- Genevieve Blinn .. Mrs. Fernando
- Ted Brooks ... Billy Corliss
- Frances Conrad ... Eleanor Loring
- J. Morris Foster ... Jack Corliss (como J.M. Foster)
- Mignonne Golden ... Anita
- Joe Harris ... Fernando (como Joseph Harris)
- Ed Jones ... Xerife
- Duke R. Lee ... Loring (como Duke Lee)
- Charles Le Moyne ... Fadeaway
- Otto Myers ... Bud Shoop (como Otto Meyers)
- Ed Price ... Shorty